# Gulkronad hackspett
Gulkronad hackspett (Chloropicus xantholophus) är en fågel i familjen hackspettar inom ordningen hackspettartade fåglar.

## Utseende och läte
Gulkronad hackspett är en stor och långnäbbad hackdspett. Den har olivgrön rygg, tydlig ansiktsteckning och kraftigt markerad undersida. Hjässan är svart hos honan och gul hos hanen, men det senare kan vara svårt att se i fält. Arten liknar både namaquaspett och eldbuksspett, men överlappar mycket lite i utbredning. Den skiljs desstuom från namaquaspetten på avsaknad av tvärband på ryggen och från eldbukksspetten genom att inte ha röd buk. Hanen utmärker sig också med sin gula hjässa. Bland lätena hörs ett snabbt gnäggande, vassa "kwip" och serier med liknande toner. Även en cirka tre sekunder lång trumning kan höras, först snabb och sedan avstannande.

## Utbredning och systematik
Fågeln förekommer från sydöstra Nigeria och sydvästra Kamerun till sydligaste Sydsudan, Uganda, västra Kenya, centrala Demokratiska republiken Kongo och nordvästra Angola. Den behandlas som monotypisk, det vill säga att den inte delas in i några underarter.

### Släktestillhörighet
Gulkronad hackspett tillhör en grupp med afrikanska hackspettar som står nära de europeiska och asiatiska hackspettarna mellanspett, brunpannad hackspett, arabspett och mahrattaspett. Det är dock omstritt i hur många släkten gruppen ska delas in i. International Ornithological Congress (IOC) väljer att urskilja tre arter i Chloropicus, varav gulkronad hackspett är en, medan övriga förs till Dendropicos. Howard & Moore delar upp släktet ytterligare, utöver IOC:s indelning även askspettarna och olivspett i Mesopicus och brunryggig hackspett som ensam art i släktet Ipophilus. Birdlife International, däremot, placerar alla i Dendropicos, även arabspetten. Här följs indelningen hos IOC.

## Levnadssätt
Gulkronad hackspett hittas i regnskog och uppväxande ungskog, på låg till medelhög höjd.

## Status och hot
Arten har ett stort utbredningsområde, men tros minska i antal, dock inte tillräckligt kraftigt för att den ska betraktas som hotad. Internationella naturvårdsunionen IUCN listar arten som livskraftig (LC).